# Vjetroelektrana Podveležje
VE Podveležje je vjetroelektrana u BiH na području Grada Mostara u Podveležju, snage 48 MW. Izgradio ju je konzorcij Siemens Gamesa Renewable Energy Hrvatska i Wind Power A/S iz Danske, a puštena je u rad u veljači 2021.